# ロータス・3-イレブン
3-イレブン（3-Eleven）は、イギリスのスポーツカーメーカーであるロータス・カーズが2017年から2020年まで製造していたスポーツカーである。

## 概要
2-イレブンの後継として開発され、2015年のグッドウッド・フェスティバル・オブ・スピードで発表、2017年に発売された。「一切の妥協をしない」というロータスの精神の元にデザインされ、純粋でピュアなパフォーマンスを追求し、ロータス伝統のハンドリングとスピードの両立を目指した。車名にちなみ、全世界で311台が生産される。
基本的な構造は2-イレブンのそれを踏襲しており、エリーゼやエキシージ系のオールアルミニウム製モノコックをベースに、フロントガラスやサイドドアを持たないオープンカースタイルのカーボンファイバー製ボディが組み合わせられる。
パワーユニットは、トヨタ自動車製の2GR-FE型 3.5L V型6気筒エンジンにスーパーチャージャーを組み合わせている。サスペンションは前後ダブルウィッシュボーン式で、アイバッハ製コイルスプリングとオーリンズ製調整式ダンパーの組み合わせ。タイヤはミシュラン製で、ロードバージョンが「Pilot Super Sport」、レースバージョンが「Cup 2」をそれぞれ標準装備する。タイヤサイズはフロント225/40ZR18、リア275/35ZR19で前後異径となっている。

## バリエーション
レースバージョン
定員1名。サーキット走行専用車のため、公道での走行は不可能。専用のエアロキットと6速シーケンシャルトランスミッション、国際自動車連盟（FIA）承認の6点式シートベルト付きドライバーズシートが装備される。2016年にはドイツのホッケンハイムリンクで市販車最速のラップタイムを記録した。日本国内での新車販売価格は2062万5000円（税込）。
ロードバージョン
定員2名。公道走行が可能なモデル。レースバージョンの6速シーケンシャルに代わり、クロスレシオの6速MTが組み合わせられる。また、エンジン出力もやや控えめになっている。日本国内での新車販売価格は1523万5000円（税込）。
430
3-イレブンのフィナーレを飾るモデルとして、2018年2月20日に発表された。ロードバージョンをベースにエンジン出力を430hp（436PS）まで高め、エアロパーツの改良により、290 km/h時のダウンフォースは通常モデルから44 kg増となる最大265 kgを実現した。全世界20台の限定販売。